# Johan Laidoner

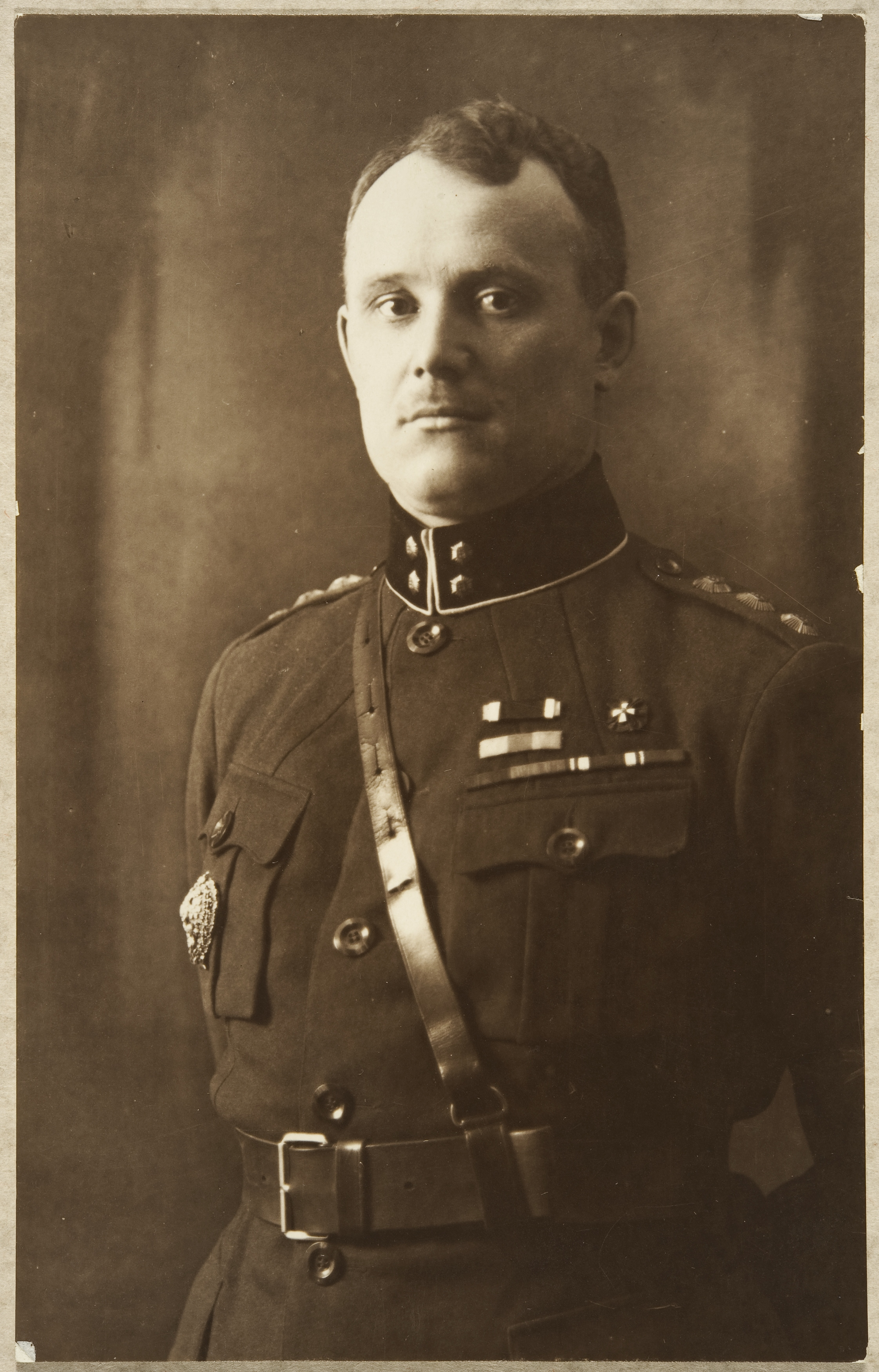
Johan Laidoner in jungen Jahren 1920.

Johan Laidoner (* 12. Februar 1884 in der Gemeinde Wieratz im Gouvernement Livland, Kaiserreich Russland; † 13. März 1953 im Gefängnis Wladimir bei Kirow, Sowjetunion) war ein estnischer Militär und Politiker. Er spielte eine wichtige Rolle in der estnischen Geschichte als Oberbefehlshaber während des Freiheitskrieges 1918 und als Anführer des Staatsstreiches von 1934.

## Leben

### Frühe Jahre
Johan Laidoner entstammte einfachen Verhältnissen. Er besuchte von 1892 bis 1900 die Schule in Viiratsi. 1901 trat er als Freiwilliger in die russische Armee ein. Er wurde zunächst in einer Infanterieeinheit in Kaunas stationiert. Von September 1902 bis Mai 1905 besuchte er die Militärschule Vilnius, die er als Unterleutnant abschloss. Danach machte er in der Armee des zaristischen Russland Karriere. Von Oktober 1909 bis Mai 1912 war er in der Generalstabsakademie in Sankt Petersburg beschäftigt.
Vor dem Ersten Weltkrieg diente er in Jerewan; während des Krieges in verschiedenen Stäben im russischen Militär, vor allem in Galizien, Belarus und im Kaukasus.

### Estnischer Oberbefehlshaber

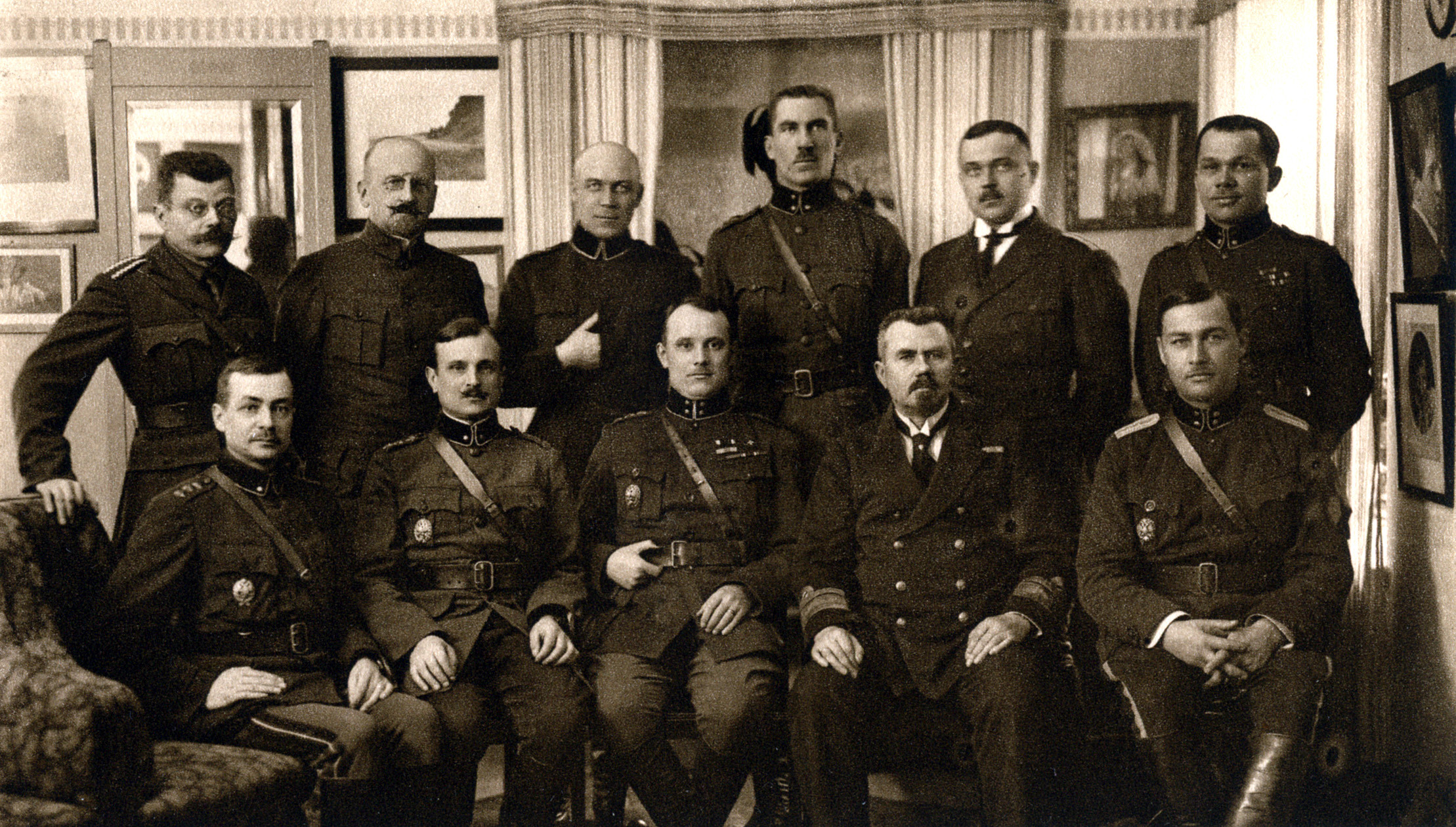
Laidoner (sitzend, 3. v.l.) im estnischen Oberkommando, 1920

Am 2. Dezember 1917, kurz nach der Oktoberrevolution in Russland, wurde er zum Kommandeur der ersten estnischen Division berufen. Bis zum 19. Februar 1918 befehligte er die nationalen estnischen Verbände, bis er von den Bolschewiki entlassen wurde.
Am 24. Februar 1918 wurde die souveräne Republik Estland ausgerufen, die sich von Sowjetrussland abspaltete. Einen Tag später besetzten deutsche Truppen Estland. Für die im Untergrund arbeitende Provisorische Regierung Estlands (Eesti Ajutine Valitsus) war Laidoner militärischer Vertreter in Sowjetrussland.
Mit dem Beginn des Estnischen Freiheitskrieges 1918 kam Laidoner über Finnland nach Estland zurück. Am 14. Dezember 1918 wurde er zum Oberbefehlshaber des estnischen Operativstabs ernannt, neun Tage später zum Oberbefehlshaber der nationalen estnischen Streitkräfte. 1919 gründete er die estnische Militärakademie.
Mit dem Friedensvertrag von Tartu endete am 2. Februar 1920 der Krieg für Estland siegreich. Estland konnte sich als Staat behaupten und gewann sowohl die Anerkennung Sowjetrusslands als auch der Westmächte. Am 26. März 1920 trat Laidoner auf eigenen Wunsch als Oberbefehlshaber der Streitkräfte zurück. Von 1921 bis 1929 war er Abgeordneter im estnischen Parlament.
Nach dem gescheiterten Putschversuch der Kommunisten in Estland vom 1. Dezember 1924 wurde Laidoner erneut zum Oberbefehlshaber der estnischen Streitkräfte berufen. Mit harter Hand ging er gegen die Putschisten vor, von denen einige standrechtlich erschossen oder zum Tode verurteilt wurden. Er hatte das Amt bis 1925 inne.

### Politiker
Danach widmete sich Laidoner wieder der estnischen und der internationalen Politik. 1925 war er Vorsitzender einer Kommission des Völkerbunds, die den Grenzstreit zwischen der Türkei einerseits dem Irak und Großbritannien andererseits schlichten sollte. Die Stadt Mossul mit ihren Ölvorkommen beispielsweise wurde von der Kommission dem Irak zugesprochen. Daneben wurde er Präsident des Estnischen Olympiakomitees und hatte weitere prestigeträchtige nationale und internationale Stellungen inne. 1933 wurde Laidoner Mitglied des Staatsverteidigungsrats (Riigikaitsenõukogu).

### Staatsstreich

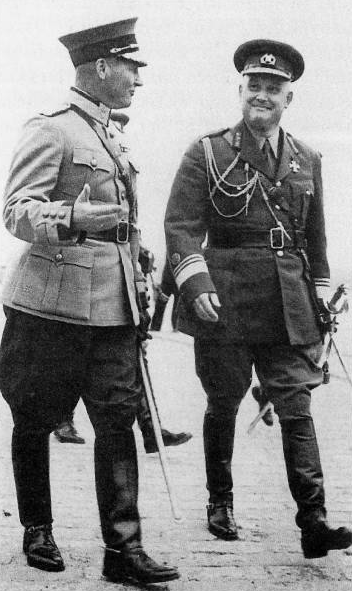
Johan Laidoner (rechts) und der Kommandeur der finnischen Armee Hugo Österman in Tallinn im Jahre 1938

Am 12. März 1934 unternahm Johan Laidoner zusammen mit dem damaligen estnischen Staatsoberhaupt Konstantin Päts einen unblutigen Staatsstreich in Estland. Päts und Laidoner wollten damit den wachsenden politischen Einfluss des rechtsextremen Estnischen Bunds der Freiheitskämpfer, im Volksmund Vapsid genannt, eindämmen. Päts verbot die Parteien und schränkte die politischen Rechte ein. Sein autoritäres Regime stützte sich auf das Militär unter dem Oberbefehl Laidoners, den Päts im März 1934 zum Oberbefehlshaber der Streitkräfte ernannte. 1935 wurde eine neue, ganz auf Päts zugeschnittene Präsidialverfassung verabschiedet. Das Recht auf Meinungs- und Pressefreiheit blieb faktisch abgeschafft, allerdings ließ Päts 1938 wieder halbwegs freie Wahlen zu. Am 24. Februar 1939 ernannte er Laidoner zum General.

### Deportation und Tod

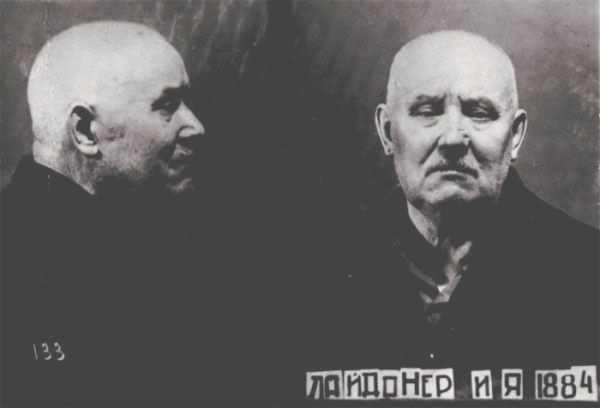
Johan Laidoner, letztes bekanntes Foto, 1952

Am 17. Juni 1940 besetzten sowjetische Truppen im Zuge des Zweiten Weltkriegs Estland. Laidoner wurde am 22. Juni 1940 als Oberbefehlshaber der estnischen Streitkräfte formell abgesetzt. Am 19. Juli 1940 wurden er und seine Frau durch das NKWD verhaftet und über Moskau nach Pensa ins Innere Russlands deportiert. Im Juni 1941 wurden beide erneut festgenommen und in der Folge in zahlreichen Gefängnissen in Russland inhaftiert. Von 1945 bis 1952 war Laidoner Gefangener in der Haftanstalt von Iwanowo. Über Moskau wurde er 1953 in das Gefängnis von Wladimir bei Kirow verlegt, wo er im selben Jahr starb.

### Privates
Johan Laidoner war verheiratet mit der Polin Maria Skarbek-Kruszewska (1888–1978), die er 1902 in Litauen kennengelernt hatte.

## Würdigung
Johan Laidoner wird heute von vielen Esten als Patriot, Held des Estnischen Freiheitskriegs (1918–1920), Bewahrer der estnischen Demokratie beim kommunistischen Putschversuch 1924 und eine der charismatischsten estnischen Persönlichkeiten der Zwischenkriegszeit gesehen. Von 1934 bis zur sowjetischen Besetzung 1940 sicherte er mit militärischer Gewalt das autoritäre Regime unter Präsident Päts, das zwar eine mögliche faschistische Machtergreifung verhinderte, aber die pluralistische Demokratie und die individuellen Freiheitsrechte stark beschnitt.
In Viimsi ist heute ein Museum seinem Leben gewidmet. In Viljandi erinnert ein Reiterstandbild von Terje Ojaver an ihn.